# Championnats du monde de tir 1929
Navigation
Édition précédente Édition suivante
Les championnats du monde de tir 1929, vingt-sixième édition des championnats du monde de tir, ont eu lieu à Stockholm, en Suède, en 1929.